# Lista över landskamrerare i Östergötlands län
Detta är en lista över landskamrerare i Östergötlands län.

## Landskamrerare i Östergötlands län
Landskamrerare i Östergötlands län.
| Ämbetstid | Namn                       | Levnadstid |
| --------- | -------------------------- | ---------- |
| 1685–1689 | Samuel Enhielm             | 1642–1710  |
| 1689–1704 | Peter von Danckwardt       | 1662–1732  |
| 1705–1728 | Anders Löfgreén            | 1668–1728  |
| 1730–1748 | Anders Iggström            |            |
| 1761–1784 | Anders Fredrik Iggeström   | 1728–1794  |
| 1879–1881 | Alvarez Lindencrona        | 1839–1881  |
| 1901–1915 | Johan Lindby               | 1857–1915  |
| 1915–1930 | Otto Landén                | 1863–1945  |
| 1915–1924 | Carl Fredrik Johanson (tf) | 1876–1936  |
| 1930–1950 | Erik Stårck                | 1885–1951  |
| 1950–1963 | Harald Whitefield          | 1898–1970  |
| 1963–1971 | Sten Neikter               | 1909–1984  |